# Zlinski okraj
Zlinski okraj (češko Zlínský kraj) je administrativna enota (okraj) Češke republike. Leži v vzhodnem delu države in meji na jugu na Slovaško, od čeških okrajev pa od zahoda proti vzhodu na Južnomoravski okraj, Olomuški okraj‎ in Moravsko-šlezijski okraj. Glavno mesto je Zlín, po katerem se okraj tudi imenuje. Skupaj z Olomuškim okrajem tvori statistično regijo Osrednja Moravska.
Ostala pomembnejša mesta so še kulturno-cerkveno središče Kroměříž (kjer je dvorec olomuških škofov in ima mdr. sedež drug (kolegiatni) kapitelj v Olomuški nadškofiji - poleg stolnega v Olomucu - tam pa je 1848 zasedal tudi dunajski državni zbor), Uherské Hradiště, Vsetín, Uherský Brod, Velehrad, itd. 
Ozemlje okraja je pretežno hribovito, nižine so le v dolini reke Morave na zahodu. Gospodarsko sta pomembna predvsem predelovalna industrija in turizem.

## Upravna delitev
Zlinski okraj se nadalje deli na štiri okrožja (okres).
| Okrožje               | Prebivalcev (1. 1. 2020) | Površina [km²] | Gostota preb. [/km²] | Št. občin |
| --------------------- | ------------------------ | -------------- | -------------------- | --------- |
| Kroměříž (KM)         | 105.343                  | 796            | 132                  | 79        |
| Uherské Hradiště (UH) | 142.226                  | 991            | 144                  | 78        |
| Vsetín (VS)           | 143.334                  | 1131           | 125                  | 59        |
| Zlín (ZL)             | 191.652                  | 1045           | 185                  | 91        |
| Skupaj                | 582.555                  |                |                      |           |